# Philolema carinigena
Philolema carinigena är en stekelart som beskrevs av Peter Cameron 1908.
Philolema carinigena ingår i släktet Philolema och familjen kragglanssteklar. Inga underarter finns listade i Catalogue of Life.